# 이아름솔
이아름솔(1991년 8월 18일 ~ )은 대한민국의 뮤지컬 배우이다. 2011년 뮤지컬 '까르페디엠'으로 데뷔했다.

## 방송
- 캐스팅 콜 (2018) - Top20
- 걸스 온 파이어 (2024) - Top15

## 영화
- 모아나 2 (2024) - 마탕이 역 (목소리)

## 수상 목록
- 2024년 제8회 한국 뮤지컬 어워즈 여자조연상 (이프덴)